# شباب أوراس باتنة
شباب أوراس باتنة هو نادي جزائري لكرة القدم ينشط في قسم الدرجة الثانية. هو نادي الطحاحنة 
- رمز الفريق هو الديك الغالي و الالوان الرسمية هي الازرق و الاحمر وتم تغيير الشعار في العشرية الاخيرة ليمثل جبال الاوراس مع اضافة حروف التيفيناغ التي لا تربطها علاقة بأصول الفريق ولا مؤسسيه، يلقب بنادي الشهداء (64 شهيد) حيث يتم تحديث قائمة الشهداء بإستمرار، ينشط النادي حاليا في القسم الثاني هواة وسط شرق. 

## تاريخ النشأة
استجابة إلى للنداء الوطني الجزائري المقدس وفي الظروف المميزة التي مرت بها الجزائر أثناء العشرية الأولى المناسبة لاحياء الذكرى المئوية للاحتلال من طرف فرنسا (1930 - 1940).
ففكرة إنشاء فريق يمثل شريحة السكان الاصليين للجزائر نضجت وجسدت بعد ذلك في الميدان أثناء 1930 واسس بالتالي النادي الرياضي الباتني CAB بعد عناء ومشاق كبيرة في التحصل على الاعتماد، إذ بالإضافة إلى المعارضة العنيفة لافراد المستعمر الفرنسي و رئيس بلدية باتنة في ذلك الوقت والذي بذلت ( البلدية ) كل ما بوسعها لابطالا هته الخطة كونه مدرك لعواقبها وخطورتها على فريقه ( المستعمر ) بصفة خاصة وعلى النظام السائد بصفة عامة تعرضت هته الفكرة إلى عراقيل شتى منها : حرمان كل مؤسسس لهته الفكرة من توظيف وعزل كل من ينتمي إلى هؤلاء بكل الطرق العدوانية.
كما اشترطت الهيئات الرياضية على مؤسسي النادي الرياضي الباتني CAB انم ينطمو إلى قائمة مسيريهم مواطنين فرنسيين.
_ورغم ذلك تحقق الحلم بالتحاق الشبيبة الرياضية الباتنية بالحركة الوطنية لتدعم المساهمة و التهيئة لاندلاع الفكر التحرري و الثورة الجزائرية
تعد هته القساوة الدافع الرئيسي لتدعيم نشاة الجمعية الرياضية مهيكلة قانونيا ومهيئة لاستقبال الشبيبة الجزائرية وكذا تجنيدها تهيئتها
لمساندة الحركة التحررية عند الطلب إذ يعود الهدف الرئيسي للنادي الرياضي الباتني دعم الثورة الوطنية من خلال ممارسة كرة القدم حيث دامت كل الاستعدادات 22 سنة.
خلال هته السنوات مر الفريق بعدة فترات تارة صعبة وتارة ملائمة وخاصة المتعلقة بالالتحام الكلي مع الشريحة الوطنية أثناء المقابلات المحلية ضذ العدو في النهاية، يعتبر الكاب الوسيلة المثلى المتاحة لشبيبة مدينة باتنة قصد الالتحاق بالحركة الوطنية الثوية .
للاطلاع والوقوف على هته الحقائق يمكن تلخيصه في 3 نقاط:
1_انهاء كل حركة رياضي مباشرة بعد نوفمبر 1954
2_اسشهاد مليون ونصف شهيد
3_العودة من جديد إلى ميدان الرياضة بعد الاستقلال
و قدم النادي أكثر من 64 شهيد من لاعبين و مسرين استهدوا في معرك لتحرير الوطن من بينهم الاخوة كشيدة و علي النمر و الاخوة سفوحي و غيرهم وأعظم رئيس فريق لهذا النادي هو فريد نزار وهو الرئيس الحالي للفريق

## اللاعبين
- قائمة لاعبي
- المدرب
- Amer Djamil
- IRQ
- حراس المرمى
- ياسين بابوش
- ALG
- رفيق معزوزي
- عبد الرحمن بولطيف
- ALG
- المدافعون
- Youssouf Benamara
- ALG
- Brahim Sifour
- ALG
- عمار بوتريا
- ALG
- مراد بوجليدة
- ALG
- لاعبو الوسط
- Imad Bella
- ALG
- Said Bouchouk
- ALG
- Billel Boulediab
- ALG
- Fawzi Medjdoub
- ALG
- عبد المالك بيطام
- ALG
- حمزه حريات
- ALG
- علي دايرة
- ALG
- محمد سعيدي
- ALG
- أمين العيد فزاني
- ALG
- فرنسوا كسافير كوفنا
- CMR
- المهاجمون
- Fares Hamza Amrane
- ALG
- زكري
- ALG
- سعد الدين مايدي
- ALG
- محمد شريف جبارة
- ALG
- هشام ميرازكا
- ALG

ملعب الفريق هو ملعب الشهيد سفوحي ، بباتنة الوان الفريق حمراء وزرقاء والان ينشط في الدوري المتحرف الممتاز للدوري الجزائري التسمية الشائعة للفريق الكاب و انصاره لي كابيست أو الماسيل نسبة لسكان مدينة باتنة